# 波夫拉杜拉德尔瓦列
波夫拉杜拉德尔瓦列，是西班牙卡斯蒂利亚-莱昂萨莫拉省的一个市镇。 总面积14平方公里，总人口326人（2001年），人口密度23人/平方公里。